# Konstantin Schmidt von Knobelsdorf
Konstantin Schmidt von Knobelsdorf (Francoforte sull'Oder, 13 dicembre 1860 – Berlino, 1º settembre 1936) è stato un generale tedesco.

## Biografia
Konstantin Schmidt von Knobelsdorf iniziò la propria carriera come ufficiale dell'esercito prussiano a 18 anni, nel 1878. Nel 1901 divenne comandante di battaglione e nel 1904 venne messo a capo dello Stato Maggiore del X Corpo d'armata, passando poi al 4º Reggimento della Guardia nel 1908. Nel 1911 divenne maggior generale e fu assegnato allo Stato Maggiore generale. Nel 1914 venne promosso al grado di tenente generale.
All'inizio della prima guerra mondiale venne posto a capo dello Stato Maggiore della 5ª Armata, comandata de iure del principe ereditario Guglielmo, col quale ebbe degli attriti in occasione della battaglia di Verdun (1916). Ad ogni modo, in quell'anno ricevette le foglie d'alloro da aggiungere alla sua medaglia Pour le Mérite già ottenuta il 17 ottobre 1915.
Il 21 agosto 1916 fu nominato comandante del X Corpo d'armata, col quale combatté in Alsazia sino al termine del conflitto. Venne posto a riposo dopo la firma della Trattato di Versailles nel 1919.